# ATC代码 (V08)
ATC代码V08（造影剂）是解剖学治疗学及化学分类系统的一个药物分组，这是由世界卫生组织药物统计方法整合中心所制定的药品及其它医用产品的官方分类系统。分组V08是V其它的一部分。
兽用代码（ATCvet码）可以在人用ATC代码前加Q字母：QV08等。
国家ATC分类可能包括列表中没有的其它分类，列表为世界卫生组织（WHO）版本。

## V08AX射线造影剂，碘化剂（X-ray contrast media, iodinated）

### V08AA 水溶性、向肾性、高渗透压的X射线造影剂（Water-soluble, nephrotropic, high osmolar X-ray contrast media）
V08AA01 泛影酸（Diatrizoic acid）
V08AA02 甲泛影酸（Metrizoic acid）
V08AA03 碘达胺（Iodamide）
V08AA04 碘他拉酸（Iotalamic acid）
V08AA05 碘羟拉酸（Ioxitalamic acid）
V08AA06 碘格利酸（Ioglicic acid）
V08AA07 醋碘苯酸（Acetrizoic acid）
V08AA08 碘卡酸（Iocarmic acid）
V08AA09 碘甲磺酸盐（Methiodal）
V08AA10 碘奥酮（Diodone）

### V08AB 水溶性、向肾性、低渗透压的X射线造影剂（Water-soluble, nephrotropic, low osmolar X-ray contrast media）
V08AB01 甲泛葡胺（Metrizamide）
V08AB02 碘海醇（Iohexol）
V08AB03 碘克沙酸（Ioxaglic acid）
V08AB04 碘帕醇（Iopamidol）
V08AB05 碘普罗胺（Iopromide）
V08AB06 碘曲仑（Iotrolan）
V08AB07 碘佛醇（Ioversol）
V08AB08 碘喷托（Iopentol）
V08AB09 碘克沙醇（Iodixanol）
V08AB10 碘美普尔（Iomeprol）
V08AB11 碘比醇（Iobitridol）
V08AB12 碘昔兰（Ioxilan）

### V08AC 水溶性、亲肝的X射线造影剂（Water-soluble, hepatotropic X-ray contrast media）
V08AC01 碘沙酸（Iodoxamic acid）
V08AC02 碘曲西酸（Iotroxic acid）
V08AC03 碘甘卡酸（Ioglycamic acid）
V08AC04 胆影酸（Adipiodone）
V08AC05 碘苯扎酸（Iobenzamic acid）
V08AC06 碘番酸（Iopanoic acid）
V08AC07 碘西他酸（Iocetamic acid）
V08AC08 碘泊酸钠（Sodium iopodate）
V08AC09 丁碘苄丁酸（Tyropanoic acid）
V08AC10 碘泊酸钙（Calcium iopodate）

### V08AD 非水溶性的X射线造影剂（Non-watersoluble X-ray contrast media）
V08AD01 碘代脂肪酸的乙酯类（Ethyl esters of iodised fatty acids）
V08AD02 碘吡多（Iopydol）
V08AD03 丙碘酮（Propyliodone）
V08AD04 碘苯酯（Iofendylate）

## V08B 非碘化物的X射线造影剂（X-ray contrast media, non-iodinated）

### V08BA 含硫酸钡的X射线造影剂（Barium sulfate containing X-ray contrast media）
V08BA01 含悬浮剂的硫酸钡（Barium sulfate with suspending agents）
V08BA02 不含悬浮剂的硫酸钡（Barium sulfate without suspending agents）

## V08C 磁共振成像造影剂（Magnetic resonance imaging contrast media）

### V08CA顺磁性造影剂（Paramagnetic contrast media）
V08CA01 钆喷酸（Gadopentetic acid）
V08CA02 钆特酸（Gadoteric acid）
V08CA03 钆双胺（Gadodiamide）
V08CA04 钆特醇（Gadoteridol）
V08CA05 锰福地吡（Mangafodipir）
V08CA06 钆弗塞胺（Gadoversetamide）
V08CA07 枸橼酸铁铵（Ferric ammonium citrate）
V08CA08 钆贝酸（Gadobenic acid）
V08CA09 钆布醇（Gadobutrol）
V08CA10 钆塞酸（Gadoxetic acid）
V08CA11 钆磷维塞（Gadofosveset）

### V08CB超顺磁性造影剂（Superparamagnetic contrast media）
V08CB01 非莫西尔（Ferumoxsil）
V08CB02 铁利司坦（Ferristene）
V08CB03 氧化铁，纳米颗粒（Iron oxide, nanoparticles）

### V08CX 其它磁共振成像造影剂（Other magnetic resonance imaging contrast media）
V08CX01 全氟溴烷（Perflubron）

## V08D超声造影剂（Ultrasound contrast media）

### V08DA 超声造影剂（Ultrasound contrast media）
V08DA01 人血清白蛋白微球体（Microspheres of human albumin）
V08DA02 半乳糖微颗粒（Microparticles of galactose）
V08DA03 全氟戊烷（Perflenapent）
V08DA04 磷脂微球体（Microspheres of phospholipids）
V08DA05 六氟化硫（Sulfur hexafluoride）